# Louis Charles François Petit-Radel
Pour les articles homonymes, voir Petit-Radel.
Louis Charles François Petit-Radel, né à Paris le 26 novembre 1756, où il est mort le 28 juin 1836, est un prêtre catholique et archéologue français.

## Biographie
Frère cadet de l'architecte Louis François Petit-Radel (1739-1818), avec qui il est parfois confondu, est vicaire général du diocèse de Couserans de 1788 à 1791. En 1791, aumônier de l'hôpital du Saint-Esprit, il refuse de prêter serment à la constitution civile du clergé. Prêtre réfractaire, il émigre en Italie et fait de savantes recherches sur la construction des murailles cyclopéennes ou pélagiques et sur les nuraghes de Sardaigne. Il revient en France en 1800.
Il est membre de l'Académie des inscriptions et belles-lettres et conservateur de la Bibliothèque Mazarine de 1814 à 1836. Membre de l'Institut.
Il est nommé chevalier de la Légion d'honneur par ordonnance royale du 19 octobre 1814.
Il fut nommé "dégustateur des pêches", nous dit Carême, pour le roi Louis XVIII. L'anecdote est racontée dans Grand dictionnaire de cuisine d'Alexandre Dumas [1873], Paris, Phébus, 2000, p. 48-49.

## Publications
Recherches sur les bibliothèques anciennes et modernes, jusqu'à la fondation de la bibliothèque Mazarine, et sur les causes qui ont favorisé l'accroissement successif du nombre des livres ; par Louis-Charles-François Petit-Radel, Paris, 1819, Rey et Gravier, 505 p. lire en ligne sur Gallica